# Chiến dịch Rah-e-Nijat
Chiến dịch Rah-i-Nijat là một chiến dịch của quân đội Pakistan chống lại Taliban và các thành phần phản loạn Hồi giáo tại khu vực Nam Waziristan thuộc Liên bang Chính phủ Khu Bộ tộc bắt đầu ngày 19 tháng 6 năm 2009; một cuộc hành quân trên bộ chính sau đó được tiến hành ngày 17 tháng 10. Nó là một phần của Chiến tranh tại Tây Bắc Pakistan. Pakistan phải đối đầu với cuộc thử thách quân sự lớn nhất nhắm vào phiến quân từ trước đến nay khi mở cuộc hành quân vào vùng sinh sống của bộ tộc thiểu số, nơi được coi là chỗ trú ẩn của al-Qaeda và Taliban để mở ra các cuộc tấn công vào Afghanistan cũng như các quốc gia Tây Phương.

## Bối cảnh
Hàng trăm tay súng Hồi giáo đã chạy khỏi Afghanistan để vào ẩn náu trong khu vực bán tự trị của các bộ tộc sau khi quân đội Hoa Kỳ lật đổ chế độ Taliban tại Kabul vào cuối năm 2001.
Chính phủ Pakistan phải để ý đến vùng sinh sống của bộ tộc với cuộc hành quân mùa Hè nhắm vào thành phần Taliban tại vùng Swat, nơi từng được gọi là "Thụy Sĩ của Pakistan" vì có phong cảnh đẹp và những nơi nghỉ mát trên núi được du khách ưa thích. Thủ tướng Yousuf Raza Gilani vào đầu tháng 7 năm 2009 nói quân đội đã tiêu diệt thành phần quá khích, dù rằng các cuộc đụng độ lẻ tẻ vẫn tiếp tục xảy ra bên trong và ngoài thung lũng Swat. Có 1.800 phiến quân và hơn 166 binh sĩ chính phủ thiệt mạng trong vùng Swat, các quận láng giềng là Buner và Dir. Trận chiến cũng khiến cho khoảng 1,9 triệu người dân phải rời bỏ nhà cửa đi lánh nạn từ năm 2008, dù rằng gần 400.000 người đã trở về quê quán.
Từ tháng 4 năm 2009, quân đội Pakistan có cuộc hành quân trong vùng thung lũng Swat và khu vực chung quanh, nằm về phía Tây Bắc thủ đô Islamabad và hoàn tất vào cuối tháng 6. Có hơn 1.300 phiến quân bị hạ trong cuộc hành quân này, theo nguồn tin quân sự. Cuộc hành quân nhắm vào Mehsud sắp khai diễn sẽ làm cho các đồng minh Tây phương yên tâm hơn về tình hình Pakistan trong cuộc chiến chống al-Qaeda và Taliban ở Afghanistan. Toàn thể khu vực Waziristan từ trước đến lúc này vẫn được coi như an toàn khu của phiến quân và các chuyên gia quân sự nói rằng cuộc hành quân vào Nam Waziristan có thể đánh dấu một biến chuyển lớn lao cho al-Qaeda và các đồng minh của họ.
Vào tháng 5 năm 2009, quân đội Pakistan tái lập kiểm soát trong phần lớn khu vực thung lũng Swat. Sau đó, quân đội chính phủ dự định sẽ triển khai rộng cuộc hành quân đến vùng Nam Waziristan, nhắm vào cứ địa của lãnh đạo Taliban ở Pakistan, Baitullah Mehsud, một đồng minh thân cận với al-Qaeda.

## Phong tỏa Nam Waziristan

### Không kích
Vào thứ bảy 20 tháng 6, chính phủ Pakistan phái chiến đấu cơ thực hiệp các cuộc không tập vào vị trí ẩn náu của phiến quân trong vùng Nam Waziristan, với hơn 30 phiến quân bị giết trong khu vực sinh sống của bộ tộc nằm sát biên giới Afghanistan chỉ trong 24 giờ.
Mục đích của cuộc hành quân là để chặn Taliban sau khi nhóm này có những thắng thế trong vùng, gây nên mối lo cho an ninh trong tương lai của Pakistan, một quốc gia có võ khí nguyên tử và là đồng minh quan trọng của Hoa Kỳ, đang tìm cách tiêu diệt phiến quân và ổn định tình hình tại quốc gia láng giềng Afghanistan.
Trước khi cuộc hành quân toàn diện được khai diễn, các phi cơ chiến đấu đã khởi sự tấn công một số mục tiêu để giảm bớt sức kháng cự trong vòng mấy ngày trước đó. Theo một viên chức an ninh trong vùng, các phi cơ chiến đấu đã oanh tạc và phá hủy hai vị trí phiến quân ở Maula Khan Sarai, khu vực do phiến quân kiểm soát nằm về phía Đông của thủ phủ Wana trong vùng Nam Waziristan, Theo một viên chức tình báo, 15 phiến quân bị giết trong những cuộc tấn công này. Vào thứ sáu, 19 tháng 6, các phi cơ chính phủ hạ hơn 30 phiến quân trong các cuộc tấn công tại làng Barwand, Sarkawi và Kundsari ở Nam Waziristan. Ngày hôm sau, giới chức quân sự cũng nói có 32 phiến quân bị giết trong cuộc hành quân giải tỏa đoạn đường bị phiến quân ngăn chặn từ Sarwaki đến thị trấn Tanai.

### Hạ sát phiến quân
Ngày 21 tháng 6, các phản lực cơ chiến đấu và trọng pháo liên tục bắn phá vị trí tình nghi ẩn náu của phiến quân tại hai thị trấn trong vùng Tây Bắc Pakistan, hạ sát 27 phiến quân, theo lời giới hữu trách. Ở các nơi khác trong vùng đang sôi động này, một đơn vị dân vệ bắn chết bảy người tinh nghi phiến quân. Trong lúc tình trạng bạo động lên cao, Tổng thống Asif Alil Zardari nói cả nước nay hỗ trợ cuộc chiến chống thành phần phiến quân.
Hai viên chức chính quyền địa phương, Iqbal Khan và Nawaz Khan, nói rằng các cuộc oanh tạc vào mục tiêu quanh thị trấn Salarzai đã làm thiệt mạng 13 phiến quân. Tại Charmang cạnh đó, hỏa lực pháo binh giết chết 14 phiến quân. Quân đội chính phủ đã mấy lần tấn công các mục tiêu quanh Charmang hồi tuần trước đó. Tại vùng Thượng Dir cạnh đó, một toán dân vệ đã giao tranh trong hai giờ liền với thành phần tình nghi phiến quân Taliban, hạ sát 7 và làm bị thương 1 người.
Ejaz Ahmed, chỉ huy trưởng cảnh sát ở vùng Thượng Dir, nói rằng cuộc giao tranh bắt đầu vào tối ngày 20 tháng 6 gần ngôi làng Patrak, cách thủ phủ Dir Khas chừng 7 cây số. Một số nhóm dân vệ đã được thành lập trong vùng Thượng Dir kể từ khi xảy ra một vụ nổ bom tại đền thờ Hồi Giáo hai tuần trước đó tình nghi do Taliban gây ra, làm thiệt mạng ít nhất 33 người. Quân đội đã gia tăng tuần tiễu và truy lùng thành phần Taliban còn lại vốn đã tìm cách mở rộng vùng kiểm soát của họ. Theo Ahmed, vài chục phiến quân đã bị dân vệ bao vây và hạ sát tại một số ngôi làng trong khi cảnh sát bố trí chặn đường rút lui. Thành phần Taliban bị giết ngày 20/6 đang tìm cách bỏ trốn khi bất ngờ đụng độ với toán dân vệ.
Trong một chỉ dấu cho thấy dân chúng địa phương ngày càng chán ghét Taliban, khoảng 1.600 thành viên bộ tộc ở vùng Thượng Dir đã hoàn toàn quét sạch các tay súng Taliban khỏi 3 ngôi làng, hạ sát ít nhất sáu phiến quân. Tổng thống Zardari nói quân đội thành công trong việc truy lùng phiến quân Taliban vì nay có sự hậu thuẫn của dân chúng. Trong bài diễn văn đọc vào dịp kỷ niệm sinh nhật thứ 56 của bà vợ quá cố, cựu Thủ tướng Benazir Bhutto, người bị ám sát 18 tháng trước đó, Zardari cho rằng "các cuộc hành quân trước đó không thành công vì không có được sự hỗ trợ của dân chúng."

### Phi cơ chính phủ tấn công 'trung tâm bom tự sát'
Ngày 27 tháng 7, các trực thăng võ trang của quân đội chính phủ Pakistan hạ sát khoảng 20 phiến quân và phá hủy bốn căn cứ bí mật, kể cả một trung tâm huấn luyện khủng bố tự sát trong vùng Tây Bắc, nơi sinh sống của các bộ tộc thiểu số. Cuộc tấn công diễn ra tại vùng thung lũng Tirah, nằm cách Landi Kotal, thành phố chính trong vùng Khyber, chừng 35 cây số về phía Tây Nam và ngay trên đường tiếp vận chính yếu cho quân đội NATO tại Afghanistan.
"Các trực thăng quân đội đã xạ kích vị trí phiến quân vào trưa ngày Thứ Hai, hạ sát 20 phiến quân và phá hủy bốn nơi ẩn náu của chúng," một phát ngôn của lực lượng Biên phòng, Thiếu tá Fazal-ul-Rehman, cho báo chí biết. Ông cũng nói rằng những nơi này gồm cả một trại huấn luyện nơi phiến quân cũng dùng để đào tạo các tay khủng bố tự sát. Thiếu tá Fazal-ul-Rehman nói thêm các cuộc oanh kích được thực hiện sau khi có tin tình báo về các vị trí này.

### Phiến quân Taliban giao tranh với bộ tộc
Các cuộc đụng độ giữa thành phần trung thành với lãnh tụ chỉ huy nhóm Taliban tại Pakistan, Baitullah Mehsud và phía thân chính quyền Pakistan trong khu vực sinh sống của bộ tộc tại vùng Tây Bắc làm ít nhất 70 tay súng thiệt mạng, theo hai viên chức tình báo và một cấp chỉ huy Taliban ngày 12/8/2009. Cuộc giao tranh xảy ra trong vùng Jandola, ngay bên ngoài cứ địa của Mehsud tại Nam Waziristan, giữa nhóm của Mehsud và lực lượng của Turkistan Bitani, một sứ quân bộ tộc liên kết với chính phủ, theo giới chức tình báo. Trong cuộc phỏng vấn dành cho AP, Bitani nói số thương vong đôi bên lên đến 90 người và hơn 40 căn nhà bị phá hủy, đụng độ xảy ra khi phía Mehsud tấn công vị trí của ông.
Cuộc giao tranh xảy ra một tuần sau khi hỏa tiễn bắn đi từ phi cơ không người lái của Hoa Kỳ tại Nam Waziristan giết chết Baitullah Mehsud. Nhưng một số cấp chỉ huy trong hàng ngũ Mehsud bác bỏ tin này, nói rằng Mehsud vẫn còn sống. Trong các cuộc chạm súng sau đó, phía Mehsud dùng tới hỏa tiễn, súng cối và súng cao xạ bắn vào làng Sura Ghar thuộc quyền kiểm soát của Bitani và kéo dài trong mấy tiếng đồng hồ. Quân đội Pakistan gửi trực thăng võ trang đến hỗ trợ cho Bitani, xạ kích khoảng 300 tay súng Taliban đang tấn công căn cứ của Bitani trên núi.
Cùng lúc, Hoa Kỳ ngày càng chú ý đến khu vực sinh sống của bộ tộc trong vùng đồi núi hẻo lánh vì là khu an toàn cho phiến quân chống chính quyền trên lãnh thổ Afghanistan chạy sang ẩn náu mỗi khi bị truy kích. Chính quyền Washington cũng lo ngại là phiến quân sẽ tạo thêm bất ổn cho chính phủ Islamabad, nhất là sau khi xảy ra việc các tay súng Taliban chiếm khu vực chỉ cách thủ đô khoảng 100 cây số. Hành động táo bạo của phiến quân tạo ra sự lo ngại về sự an toàn của võ khí nguyên tử tại quốc gia này.

## Giai đoạn hai

### Triển khai
Hoa Kỳ trong thời gian qua luôn thúc đẩy chính quyền Islamabad mở cuộc tấn công vào Nam Waziristan. Các hoạt động tấn công phá hoại của phiến quân xảy ra trên toàn lãnh thổ khiến hơn 175 người thiệt mạng tại quốc gia Pakistan có võ khí nguyên tử, vốn cũng tạo thêm áp lực lên quân đội, và cuộc hành quân chính thức khai diễn hai tuần lễ sau đó với mục đích nhổ sạch căn cứ phiến quân. Khoảng 150.000 dân trong vùng chạy khỏi nơi đây trong vài tháng trước đó sau khi quân đội dự định mở cuộc hành quân, tuy nhiên vẫn còn khoảng 350.000 dân nơi đây. Phát ngôn viên của phía Taliban xác nhận rằng họ tổ chức ba cuộc đột kích vào cơ sở an ninh cảnh sát ở thành phố Lahore ngày 15 tháng 10 khiến khoảng 30 người thiệt mạng cũng như vụ nổ xe bom tại một đồn cảnh sát ở Peshawar một ngày sau đó, gây tổn thất sinh mạng nặng nề. Các cuộc thăm dò dư luận cho thấy dân chúng Pakistan mạnh mẽ hậu thuẫn cuộc hành quân này, được quân đội khẳng định là sẽ giới hạn vào khu vực do lực lượng của cố thủ lĩnh Taliban tại Pakistan là Baitullah Mehsud chiếm giữ. Phiến quân kiểm soát khu vực rộng khoảng 3.310 cây số vuông, tức khoảng một nửa diện tích Nam Waziristan. Đây là cứ địa của thành phần trung thành với Mehsud.

### Quân chính phủ tiến vào vùng al-Qaeda
Hơn 30.000 binh sĩ Pakistan tiến trên ba trục với sự hỗ trợ của oanh tạc cơ và trực thăng võ trang được huy động tham dự chiến dịch càn quét vùng an toàn của al-Qaeda và Taliban dọc theo biên giới Afghanistan ngày 17 tháng 10. Đây là thử thách lớn nhất của chính phủ Pakistan cho tới lúc này nhằm đối phó với tình trạng ngày càng lớn mạnh của phiến quân. Sau mấy tháng trời oanh tạc, các đơn vị bộ binh khởi sự tiến vào vùng Nam Waziristan từ mấy hướng khác nhau, với mục tiêu chính là hai căn cứ tại Ladha và Makeen. Chiến dịch hành quân dự trù sẽ kéo dài trong hai tháng. Theo quân đội, có 60 phiến quân bị hạ trong ngày đầu, với sáu binh sĩ chính phủ tử thương. Phía Taliban nói rằng gây ra "tổn thất nặng nề" cho quân chính phủ và đẩy lực lượng tấn công về lại căn cứ của họ.

### Hai phe tuyên bố chiến thắng
Quân đội Pakistan và phía Taliban đều loan báo gây cho địch thủ nhiều tổn thất trong lúc các cuộc giao tranh kịch liệt vẫn tiếp diễn sang đến ngày thứ nhì của chiến dịch hành quân. Quân chính phủ được tung vào mặt trận này gặp nhiều khó khăn và tổn thất hơn ở vùng Thung lũng Swat, một khu vực khác trong vùng Tây Bắc mà phía chính phủ thành công trong việc tái chiếm từ phía phiến quân vào đầu năm 2009. Phiến quân chống trả mãnh liệt các hướng tiến quân của chính phủ và quân đội phần lớn sử dụng phi cơ và pháo binh nhắm vào các cao điểm do phiến quân chiếm giữ. Phiến quân dùng đại liên bắn vào trực thăng võ trang khiến chính phủ phải đưa phi cơ phản lực tới thả bom. Quân đội chính phủ phải đối đầu với khoảng 10.000 phiến quân địa phương và chừng 1.500 tay súng ngoại quốc, phần lớn đến từ vùng Trung Á.

### Tiến gần căn cứ đầu não của Taliban
Địa thế đồi núi hiểm trở cùng sức kháng cự mãnh liệt của phiến quân làm chậm bước tiến của quân đội chánh phủ Pakistan trong vùng Nam Waziristan, ngày 21 tháng 10. Các trận đánh lớn xảy ra trên các ngọn đồi nhìn xuống Kotkai, nơi sinh quán của lãnh đạo Taliban tại Pakistan Hakimullah Mehsud và Qari Hussein, người được coi là thầy dạy các tay khủng bố tự sát, nhưng quân đội chưa đánh thẳng vào ngôi làng này. 15 phiến quân bị hạ sát trong các cuộc giao tranh, nâng tổng số phiến quân bị giết từ khi cuộc hành quân khai diễn lên 113 người. Có ba binh sĩ thiệt mạng, kể cả một sĩ quan, trong cuộc đụng độ quanh Kotkai.
Các phi cơ phản lực chiến đấu, trực thăng võ trang và trọng pháo tầm xa được sử dụng để tấn công vị trí Taliban ở Kotkai, Ladha và Makin, nhưng sức tiến của quân chính phủ bị chậm lại. Nhiều ngôi nhà trong làng mạc do Taliban kiểm soát là những lô cốt kiên cố với tường xi măng cốt sắt dày tới hai thước.

### Chiếm ngôi làng của Hakimullah
Cuộc tấn công vào một vị trí chiến lược là làng Kotkai diễn ra trong mấy ngày liền với sự hỗ trợ của phi cơ và pháo binh nhằm giúp bộ binh chiếm ngự các cao điểm quanh nơi này. Kotkai có giá trị chiến lược vì nằm trên con đường dẫn đến cứ điểm chính của phiến quân tại Sararogha và cũng là quê nhà của lãnh tụ Taliban tại Pakistan Hakimullah Mehsud cùng phụ tá của ông ta. Sau 3 ngày bao vây, quân chính phủ chiếm được Kotkai ngày 24 tháng 10. Đây là thành quả lớn nhất về quân sự và tâm lý của quân đội kể từ khi tiến sâu vào cứ địa của phiến quân dọc theo biên giới Afghanistan. Cùng lúc, một hỏa tiễn, tình nghi từ phi cơ không người lái của Hoa Kỳ bắn đi, cũng hạ sát 22 người ở một nơi khác trong vùng Tây Bắc dọc theo biên giới với Afghanistan, nhưng có vẻ không giết được mục tiêu chính là chỉ huy cao cấp Taliban. Sau khi chiếm được, quân đội tháo gỡ mìn bẫy do phiến quân gài trong thành phố. Ngày 24 tháng 10, có thêm ba binh sĩ chính phủ thiệt mạng, nâng số tổn thất trong cuộc hành quân lên 23 người, với thêm 21 phiến quân bị giết, đưa con số thiệt hại của phiến quân sau tám ngày lên 163 người.

### Tiến sát căn cứ quan trọng của Taliban
Ngày 31 tháng 10, các đơn vị quân đội Pakistan tiến sát hai căn cứ quan trọng của Taliban trong vùng Nam Waziristan, trong khi các phản lực cơ chiến đấu liên tục oanh kích nơi ẩn náu của địch quân và thủ tướng Pakistan nói họ không còn sự lựa chọn nào khác hơn là đánh tan địch quân. "Chúng tôi đang trong tình trạng chiến tranh," Thủ tướng Yousuf Raza Gilanii nói trong cuộc họp báo ở thành phố Peshawar, nơi xảy ra vụ nổ xe bom của phiến quân vài ngày trước đây làm thiệt mạng 117 người. "Giới lãnh đạo dân sự, quân sự và chính trị... chúng tôi đều đồng lòng là phải chiến đấu chống lại phiến quân. Chúng tôi không còn sự lựa chọn nào khác vì họ có ý chiếm lãnh đất nước này."
Có bảy binh sĩ thiệt mạng khi chiếc xe của họ bị trúng mìn trong khu vực bộ tộc Khyber, tình nghi do Taliban gài. Phi cơ chính phủ oanh tạc ba vị trí do lực lượng của lãnh tụ Taliban Hakimullah Mehsud kiểm soát trong khu vực bộ tộc Orakzail, làm thiệt mạng ít nhất tám phiến quân và làm bị thương một số người khác. Một cuộc oanh tạc khác, ở địa điểm cách đó 70 cây số và gần biên giới Afghanistan, làm thiệt mạng 7 phiến quân trong vùng thung lũng Kuram.
Tại Nam Waziristan, quân đội bao vây cứ địa quan trọng của Taliban ở Sararogha từ ba hướng và đến được khu vực bên ngoài thành phố Makin, nơi được coi là trung tâm đầu não của Taliban tại Pakistan. Chính phủ hạ sát được 33 phiến quân trong 24 giờ, khám phá một nơi chế tạo bom mìn và tịch thu nhiều võ khí. Quân chính phủ gặp sức phản ứng mạnh mẽ của phiến quân trong làng Kaniguram, nơi phải đánh chiếm từng căn nhà và đối phó với hỏa lực súng cối cũng như thành phần bắn tỉa khi lùng kiếm các phiến quân.

### Tràn ngập cứ địa Taliban
Ngày 3 tháng 11, quân Pakistan tràn ngập Kaniguram, một cứ địa quan trọng khác của phiến quân, hạ sát 16 người và tìm cách củng cố quyền kiểm soát. Lực lượng chính phủ khởi sự việc thanh lọc khu vực Sararogha. Có 16 phiến quân và một binh sĩ chính phủ thiệt mạng trong các cuộc giao tranh tại thị trấn Sararogha. Trong 24 giờ có 21 phiến quân bị giết, nâng tổng số tổn thất lên 364 người kể từ khi cuộc hành quân khai diễn, theo các con số do quân đội Pakistan đưa ra. Phía chính phủ có tất cả 37 người thiệt mạng. Phiến quân cũng bắn sáu hỏa tiễn vào thị trấn Kanigurram, một cứ địa khác của Taliban và cũng là nơi trú ẩn của phiến quân Uzbek, bị quân đội chính phủ chiếm đóng ngày 2/11, nhưng không gây tổn thất nào về nhân mạng hay vật chất. Các đơn vị mở rộng vùng kiểm soát ra đến các sườn núi chung quanh.

### Chiếm cứ địa phiến quân
Ngày 17 tháng 11, quân Pakistan chiếm được các căn cứ quan trọng nhất của phiến quân Taliban và phần lớn các thị trấn tại Nam Waziristan ví dụ như Sararogha và trong thời gian sắp tới sẽ bung rộng ra trong vùng đồi núi hiểm trở để truy lùng phiến quân đang ẩn náu. Các đơn vị chính phủ tiến chiếm các mục tiêu nhanh hơn dự định, chiếm giữ các trục giao thông quan trọng và các cứ địa của Taliban nhưng thành phần lãnh đạo phiến quân trốn thoát trong khi mở ra các vụ nổ bom tự sát gây nhiều thiệt hại nhân mạng ở các thành phố. Một số phiến quân có thể đã thoát khỏi vùng này nhưng nhiều người khác vẫn còn lẩn khuất quanh đây, theo phát ngôn viên quân sự chính phủ Pakistan, Thiếu tướng Athar Abbas. Quân đội tin rằng nhiều phiến quân vẫn còn đây. Họ ẩn náu trong khu vực đồng ruộng, rừng núi, lẩn vào làng mạc và trong các hang động. Sau khi kiểm soát hoàn toàn các trục lộ và các ngả đường giao thông, quân Pakistan tiếp tục truy lùng phiến quân trong vùng rừng núi, ở bất cứ nơi nào họ đang lẩn trốn.
Trong một điều cho thấy phiến quân tránh né giao tranh để khỏi bị tổn thất và quay trở lại sau này, lãnh tụ phiến quân Taliban tại thung lũng Swat, ở khu vực Tây Bắc thủ đô Islamabad nói với đài BBC rằng mình trốn sang được Afghanistan và trong thời gian ngắn sắp tới sẽ mở các cuộc tấn công nhắm vào quân chính phủ.

### Chấm dứt
Ngày thứ Bảy, 12 tháng 12, quân Pakistan chấm dứt chiến dịch. Chiến dịch tiễu trừ này là cuộc hành quân lớn nhất của quân đội Pakistan từ nhiều năm. Tuy vậy, giới chức quân sự không thể xác định là họ có đạt được mục tiêu đề ra hay không. Quân Pakistan sau đó nhắm tới Orakzail. Theo quân đội Pakistan, có 589 phiến quân và 79 lính chính phủ thiệt mạng. Phiến quân trả đũa bằng cách mở ra các cuộc tấn công bằng bom khiến hàng trăm người, đa số là thường dân, thiệt mạng. Nhiều phiến quân chạy từ Nam Waziristan sang Orakzail, Bắc Waziristan và Kurram, cũng là các vùng sinh sống của bộ tộc thiểu số.

## Dư âm
Pakistan có thể khai diễn một cuộc hành quân mới nhắm vào khu vực khác, nơi phiến quân chạy đến ẩn náu. Các cuộc tấn công nhắm vào các mục tiêu nhất định Nam Waziristan cũng có thể xảy ra, nếu cần thiết. Orakzail là cứ địa của Hakimullah Mehsud, lãnh tụ lực lượng Taliban tại Pakistan, và là khu trú ẩn của thành phần al-Qaeda cũng như các nhóm dân quân nổi dậy, và Hoa Kỳ muốn Pakistan tấn công vào khu vực này để không cho phiến quân dùng nơi đây làm bàn đạp đánh sang Afghanistan. Các đơn vị phòng vệ biên giới mở ra một số vụ tấn công vào phiến quân ở Orakzail từ cuối tháng 11 năm 2009. Phi cơ cũng được gọi đến để oanh tạc một số vị trí phiến quân. Tổng thống Hoa Kỳ Obama nói chiến thắng ở Afghanistan chỉ có thể đạt được với sự hợp tác mạnh mẽ của Pakistan và nỗ lực mạnh hơn nữa để tiêu diệt các an toàn khu của phiến quân trên lãnh thổ Pakistan.